# Абатство Орвал
Абатство Орвал (на френски: Abbaye d'Orval, официално наименование „Notre-Dame d'Orval“) е трапистко абатство в селището Villers Devant Orval, днес част от гр.Флоранвил, окръг Виртон, провинция Люксембург, Южна Белгия. Абатството е част от Ордена на цистерцианците на строгото спазване.

## История
Абатството е основано през 1070 г. от италиански монаси – бенедиктинци от Калабрия, Южна Италия, които започват строеж на църква в готически стил.
През 1110 г. те са заменени от монаси – каноници от Трир. През 1132 г. в абатството се установяват и монаси цистерцианци от Шампан. Двете групи монаси заедно завършват манастирските сгради и църква и образуват единна общност.
Абатството е опустошено от пожар през 1252 г. Монасите имат силни и войнствени съседи и през последващите столетия абатството многократно е разрушавано и опустошавано от чужди войски. През 1637 г. абатството е опожарено и ограбено от френски войски.
Абатството е възстановено напълно през ХVІІІ век, построени са нови внушителни сгради и монашеската общност процъфтява, но не за дълго.
През 1793 г., по време на Френската революция отново е разрушено от френски войски. Руините на абатството са оставени в продължение на почти век и половина.
През 1887 г. земите и руините на абатството са придобити от семейство Арен (Harenne). През 1926 г. фамилията дарява имота на траписткия орден за да бъде възобновен монашеския живот. Възстановяването на абатството започва отново през 1926 г. върху основите на сградите от ХVІІІ век от монаси цистерцианци от абатството Sept-Fons в Bourbonnais и е окончателно завършено през 1948 г. .
Руините на средновековното абатство все още стоят редом до новоизградения манастир. Новите абатски сгради са изградени през 1926 – 1948 г. През 1935 г. Орвал отново получава статут на абатство, а новоизградената църква е тържествено осветена на 8 септември 1948 г. Днес за туристите са достъпни само руините на средновековния манастир, а в новото абатство живеят и работят монаси.
Днес абатството е действащ католически манастир, член на Ордена на цистерцианците на строгото спазване (Ordo Cisterciensis Strictioris Observantiae). От 2004 г. абат е Guerric Reitz-Séjotte.

## Трапистки продукти
Неправомерната търговска експлоатация на наименованието „трапист“ принуждава през 1997 г. осем трапистки абатства – шест от Белгия (Orval, Chimay, Westvleteren, Rochefort, Westmalle и Achel), едно от Холандия (Koningshoeven – Tilburg) и едно от Германия (Mariawald), да основат „Международната трапистка асоциация“ (ITA), която защитава интересите на автентичното трапистко производство и гарантира качеството и уникалността му чрез присъждане на логото „Автентичен трапистки продукт“.
Абатство Орвал произвежда два продукта – бира и сирене, които могат да носят логото „Автентичен трапистки продукт“.

### Бира Орвал
Днес абатството е известно с прочутата си трапистка бира.
Бира в абатството се вари още от Средните векове. През 1931 г. абатската пивоварна е възстановена, през следващата 1932 г. е произведена първата бира. През 1932 г. абатството не разполага с подходящи складови помещения и бирата ферментира в наетите мазета на кметството на Арлон. Първите пивовари са баварецът Martin Pappenheimer (1883 – 1942), и белгиецът John Van Huele, което обуславя специфичните немско-английски методи при производството на абатската бира.
Търговският асортимент на абатската пивоварна включва две марки (само една от тях е достъпна на пазара):
- Orval (син етикет) – бира с кехлибарено-оранжев цвят и алкохолно съдържание около 6,2 %. Отличава се с аромат на портокалови кори, чай, парфюм, фъстъци, оцет и сметана; със силна хмелна горчивина, мек вкус и много дълъг послевкус на горчив портокал и сметана. Предлага се в бутилки от 0,33 л. и е достъпна за продажба в търговската мрежа.
- Orval Vert или Petit Orval (зелен етикет) – бира с червено-оранжев цвят, алкохолно съдържание около 6,2 %, с пикантен цитрусов аромат с нотки на карамел; гладка, с лека горчивина. Продава се в бутилки от 0,33 л, като е достъпна за продажба само в абатството и пивоварната.

Монасите варят за собствени нужди и по слаба бира, която не се предлага за продажба:
- Orval Hausbier – слаба бира с алкохолно съдържание около 1,0 %.

### Сирене Орвал
В абатството от 1828 г., само две години след завръщане на монасите, започва да се произвежда и трапистко сирене, което сега се продава с марката „Orval“. Прави се от пастьоризирано пълномаслено мляко от местните ферми за млечни продукти. Това е пресовано полумеко сирене, с естествено измита кора. В Белгия това сирене, попада в категорията на сирената наречени „Plateau“.

## Галерия
- Старото абатство – фонтанът на Матилда
- Старото абатство – прозорец
- Старото абатство – руини
- Старото абатство – гробница
- Новото абатство – изглед
- Новото абатство – изглед
- Новото абатство – парка
- Новото абатство – църквата